# المفا
المفا یک منطقهٔ مسکونی در الجزایر است که در استان بشار واقع شده‌است. المفا ۴۲۵ متر بالاتر از سطح دریا واقع شده‌است.